# Maiorivka, Kroleveț
Maiorivka (în ucraineană Майорівка) este o comună în raionul Kroleveț, regiunea Sumî, Ucraina, formată numai din satul de reședință.

## Demografie
Componența lingvistică a comunei Maiorivka
     Ucraineană (97,3%)
     Rusă (2,32%)
Conform recensământului din 2001, majoritatea populației comunei Maiorivka era vorbitoare de ucraineană (97,3%), existând în minoritate și vorbitori de rusă (2,32%).